# Kosmopolis
Kosmopolis je debutové album zpěvačky Ilony Csákové.
Vyšlo roku 1993. Spousta hudebních kritiků nedokázala pochopit Csákové odchod z Laury a jejích tygrů a propůjčení jedinečného hlasového projevu popovým melodiím. Album bylo prvním krokem k hudební samostatnosti. Bylo oceněno jako Objev roku 1993 ve výročních cenách Akademie české populární hudby.

## Seznam skladeb
1. „Tanec v čase“ (4:27)
2. „Kosmopolis“ (3:49)
3. „Střemhlav“ (4:23)
4. „Stříbrná plátna“ (5:20)
5. „Po hvězdách“ (4:59)
6. „Rebel power“ (3:39)
7. „Světlo a stín“ (5:16)
8. „Strašně dobré rady“ (4:29)
9. „Moje místo“ (4:00)
10. „Sny o snech“ (4:14)
11. „2 000“ (4:37)
12. „Babylon“ (4:56)
13. „Cesta rájem“ (2:40)